# Броклбэнк, Сейдж
Сейдж Бро́клбэнк (англ. Sage Brocklebank, род. 14 января 1978, Ванкувер) — канадский актёр.

## Биография

### Ранняя жизнь
Родился в Ванкувере, Канада 14 января 1978 года. Там живут его родители Брент и Джуди Броклбэнк.

### Карьера
Он сыграл главную мужскую роль в фильме «Загадать желание» в 2007 году, а также в фильме «Снежная королева». Играл Джеймса в телесериале «Тайны Смолвилля», Базза МакНаба в телешоу «Ясновидец» и Гастона в сериале «Однажды в сказке». Также исполнил роль Парка Патрона в фильме «Кошки против собак: Месть Китти Галор». Кроме работы на телевидении Броклбэнк играет в театре и занимается продюсированием.

### Личная жизнь
Броклбэнк является профессиональным игроком в покер.

## Избранная фильмография
| Год     | Название на русском    | Название на английском             | Роль             | Примечания                            |
| ------- | ---------------------- | ---------------------------------- | ---------------- | ------------------------------------- |
| 2006–14 | Ясновидец              | Psych                              | Базз МакНаб      | Второстепенная роль; 58 эпизодов      |
| 2007    | Загадать желание       | How I Married My High School Crush | Брайан Портерсон |                                       |
| 2009    | Инопланетное вторжение | Alien Trespass                     | Стю              |                                       |
| 2011    | Однажды в сказке       | Once Upon a Time                   | Гастон           | Эпизод «Skin Deep»                    |
| 2012    | Стрела                 | Arrow                              | охранник         | Эпизод «Darkness on the Edge of Town» |
| 2013    | Сверхъестественное     | Supernatural                       | Тео              | Эпизод «Holy Terror»                  |
| 2014    | Почти человек          | Almost Human                       | Уилкс            | Эпизод «You Are Here»                 |